# فرانچسکو آردیزونه
فرانچسکو آردیزونه (انگلیسی: Francesco Ardizzone؛ زادهٔ ۱۷ فوریهٔ ۱۹۹۲) بازیکن فوتبال اهل ایتالیا است.
از باشگاه‌هایی که در آن بازی کرده‌است می‌توان به باشگاه فوتبال رجانا، باشگاه فوتبال پالرمو، و باشگاه فوتبال پرو ورچلی اشاره کرد.
وی همچنین در تیم‌های ملی فوتبال زیر ۱۹ سال ایتالیا و زیر ۲۰ سال ایتالیا بازی کرده‌است.